# Raymond Adolphe Séré de Rivières

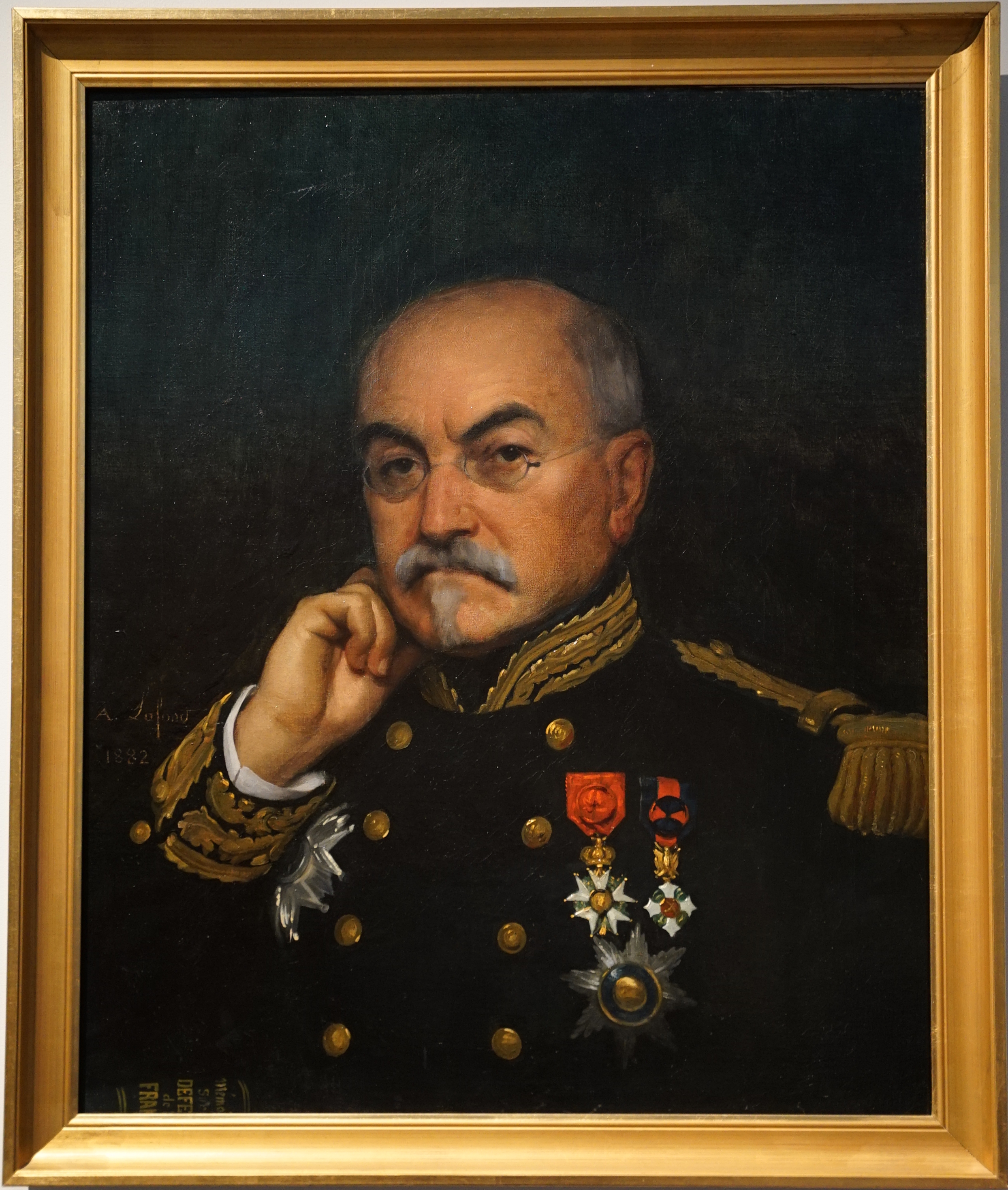
Raymond Adolphe Séré de Rivières

Raymond Adolphe Séré de Rivières (* 20. Mai 1815 in Albi; † 16. Februar 1895 in Paris) war ein französischer Ingenieur und General. In Frankreich wird er als der Vauban des 19. Jahrhunderts bezeichnet.

## Leben
Séré de Rivières besuchte in Paris die Militärakademie Saint-Cyr und die Ingenieurhochschule, wurde 1841 Leutnant und nahm an den Feldzügen in Algerien und Italien teil. Anschließend wechselte er zu den Ingenieur- oder Genietruppen (Pionieren). Ab 1862 war er verantwortlich für die Neuorganisation der Verteidigung von Nizza und zwischen 1864 und 1870 für Planung und Bau der Forts von Metz. Am Krieg von 1870/71 nahm er als Général de brigade teil und kommandierte die Pioniertruppen der Bourbaki-Armee. Frankreich verlor diesen Krieg nicht zuletzt wegen des Versagens seiner Festungen, was zu verschiedenen Untersuchungen und Gründung einer Verteidigungskommission führte. Séré de Rivières übernahm darin 1873 eine leitende Position und entwarf mehrere Studien über die Befestigung der Ostgrenze, später auch Nordgrenze und des Juras. Kernpunkt dabei war, dass die Festungsstädte nicht mehr auf sich allein gestellt waren, sondern Bestandteil des strategischen Gesamtkonzepts zur Verteidigung Frankreichs wurden. Dieses sah vor, den Angreifer beim Vormarsch ins Landesinnere durch Sperrung der wichtigsten Straßen- und Eisenbahnverbindungen aufzuhalten. Im Februar 1874 wurde er zum Direktor der Technischen Truppe (chef du service du génie) im Verteidigungsministerium ernannt. Das von ihm entworfene Gesamtkonzept, auch als Barrière de fer oder "Système Séré de Rivières" bezeichnet, sah den Bau von Festungsanlagen in Lille, Maubeuge, Verdun, Toul, Belfort und Besançon sowie einer Vielzahl von dazwischenliegenden Befestigungen vor. Aufgrund seiner Planungen entstanden so in Frankreich bis 1885 insgesamt 158 Forts, 40 Zwischenwerke und 254 Batterien.
Der Umsturz der Regierung Waddington führte am 10. Januar 1880 auch zu seiner Absetzung.
Nach 15 Jahren im Ruhestand starb General Séré de Rivières am 16. Februar 1895 in Paris.